# Chay Blyth
Pour les articles homonymes, voir Blyth.
Chay Blyth (né le 14 mai 1940 à Hawick en Écosse) est un navigateur britannique.
- Militaire jusqu'à 30 ans dans les parachutistes.
- En 1966, il effectue la traversée de l'Atlantique à la rame avec John Ridgway (en) en 92 jours, du Cap Cod jusqu'en Irlande.
- En 1968, il participe au Golden Globe Challenge (1er course autour du monde en solitaire et sans escale)
- Participe à de nombreuses courses en solitaire et en équipage.
- En 1971, il bat le Record du tour du monde à la voile en solitaire sans escale d'est en ouest en 292 jours à bord de British Steel, un ketch de 59 pieds.
- Skipper à bord des bateaux de la série des Great Britain, dont principalement Great Britain II lors de la Whitbread 1982.
- Vainqueur de la Round Britain Race en 1978 avec Robert James.
- Vainqueur de la twostar 1981 sur Brittany Ferries avec Robert James.
- Il fonde, en 1989, le British Steel Challenge, une course autour du monde en équipage contre les vents dominants, réservée aux amateurs.

Il est fait chevalier en 1997.